# Drag Race Germany
Drag Race Germany è un programma televisivo tedesco di genere reality, in onda su MTV e sulla piattaforma streaming Paramount+ a partire dal 2023.
Il programma è basato sul format del programma statunitense RuPaul's Drag Race. Come nella versione originale, le concorrenti devono mostrare le loro doti d'intrattenitrici cimentandosi in varie sfide. Ogni settimana le loro performance vengono valutate da vari giudici: tra essi quelli fissi sono la drag queen nonché presentatrice Barbie Breakout, l'attore Gianni Jovanovic, la stilista Dianne Brill, mentre i giudici ospiti variano ogni settimana. Al termine dell'episodio una concorrente viene eliminata; tra le ultime rimaste verrà scelta e incoronata Germany's Next Drag Superstar, che riceverà una serie di premi.

## Format
Il casting viene annunciato online e chi vuole partecipare al programma deve mandare un provino formato video. Per poter prendere parte al programma è necessario avere 18 o più anni, ed essere residente nella zona D-A-CH (Germania, Austria o Svizzera). Le persone transgender possono partecipare al programma e, nel corso delle stagioni classiche, alcune concorrenti hanno dichiarato apertamente il loro stato di transgender.

### Puntate
Ogni puntata si divide, generalmente, in tre fasi:
- La mini sfida: in ogni mini sfida alle concorrenti viene chiesto di svolgere una gara con caratteristiche e tempi differenti.
- La sfida principale: in ogni sfida principale alle concorrenti viene chiesto di svolgere una prova, generalmente sono gare individuali. La vincitrice della sfida riceve un premio, che consiste in vestiti, gioielli, cosmetici e altro ancora.
- L'eliminazione: tutte le concorrenti vengono chiamate davanti ai giudici. In questa fase le varie concorrenti vengono giudicate. La migliore della puntata viene dichiarata vincitrice ricevendo un premio. Le ultimi due invece devono sfidarsi esibendosi in playback con una canzone assegnata all'inizio di ogni puntata. La peggiore verrà eliminata dalla competizione con la famosa frase pronunciata  "Sashay away" e lascia un messaggio scritto con il rossetto sullo specchio della sala dove si svolgono le riprese; la vincitrice, al contrario, viene celebrata con la frase "Shantay you stay", e può continuare la competizione.

## Giudici
I giudici danno la loro valutazione sui vari concorrenti, esprimendo le loro opinioni circa ciò che accade sul palcoscenico principale. 

### Giudici fissi
| Giudice          | Edizioni |
| Giudice          | 1        |
| ---------------- | -------- |
| Barbie Breakout  | Fisso    |
| Gianni Jovanovic | Fisso    |
| Dianne Brill     | Fisso    |

- Barbie Breakout (edizione 1), drag queen tedesca, attiva principalmente nell'ambito dell'attivismo, ha raggiunto la notorietà internazionale in seguito alla pubblicazione di un video protesta contro la legge anti-gay russa del 2013.[2][3]
- Gianni Jovanovic (edizione 1), attore ed attivista tedesco, è principalmente noto nel campo dell'attivismo LGBTQIA+ all'interno dalla comunità romaní e della diaspora africana.[3]
- Dianne Brill (edizione 1), stilista ed ex-modella statunitense attiva principalmente in Germania. Attiva sin dagli anni '80, ha sfilato per marchi come Thierry Mugler e Jean-Paul Gaultier, oltre ad essere stata una musa ispiratrice per l'artista pop art Andy Warhol.[3]

### Untucked
Durante ogni puntata di Drag Race Gemany viene seguito un intermezzo di Untucked nel quale vengono mostrate scene inedite della competizione e il backstage del programma. 

## Premi
Anche in questa versione del programma, il vincitore riceve dei premi. I premi in palio per la prima edizione sono: 
- 100000 €
- Una fornitura di un anno di cosmetici della Anastasia Beverly Hills
- Una corona e uno scettro di Amped Accessories

## Edizioni
| Edizione | Concorrenti | Episodi | Prima TV Germania | Prima TV Italia | Vincitrice  | Miss Simpatia        |
| -------- | ----------- | ------- | ----------------- | --------------- | ----------- | -------------------- |
| 1ª       | 11          | 10      | 2023              | inedita         | Pandora Nox | Victoria Shakespears |

### Prima edizione
La prima edizione di Drag Race Germany è andata in onda in Germania dal 5 settembre al 21 novembre 2023 sul canale televisivo MTV e sulla piattaforma streaming Paramount+. Il cast viene annunciato il 15 agosto 2023. Undici drag queen, provenienti da diverse parti della zona D-A-CH, si sfidano per entrare nella Drag Race Hall of Fame.
Pandora Nox, vincitrice dell'edizione, ha guadagnato come premio 100 000 €, una fornitura di un anno di cosmetici della Anastasia Beverly Hills, una corona e uno scettro di Amped Accessories. A vincere il titolo di Miss Drag Simpatia è stata Victoria Shakespears.

## Concorrenti
Le concorrenti che prendono parte al programma nella prima edizione sono (in ordine di eliminazione):
| Edizioni | Vincitrice  | Finaliste                    | 3°                           | 4°            | 5°             | 6°                   | 7°           | 8°             | 9°          | 10°            | 11°      |
| -------- | ----------- | ---------------------------- | ---------------------------- | ------------- | -------------- | -------------------- | ------------ | -------------- | ----------- | -------------- | -------- |
| 1ª       | Pandora Nox | Metamorkid Yvonne Nightstand | Metamorkid Yvonne Nightstand | Kelly Heelton | Loreley Rivers | Victoria Shakespears | Nikita Vegaz | Tessa Testicle | LéLé Cocoon | The Only Naomy | Barbie Q |

Legenda:
     La concorrente è stata nominata Miss Drag Simpatia

## Musiche
Quasi tutte le canzoni utilizzate nelle varie edizioni provengono dagli album di RuPaul, fanno eccezione le canzoni utilizzate per il playback alla fine delle puntate.

### Palcoscenico principale
Le canzoni utilizzate durante la presentazione degli outfit dei concorrenti sono state:
- Catwalk tratto da MamaRu (1ª edizione)